# Netelia striata
Netelia striata là một loài tò vò trong họ Ichneumonidae.